# Margarita María López de Maturana
María Pilar López de Maturana, in religione Margarita María (Bilbao, 25 luglio 1884 – Berriz, 23 luglio 1934), è stata una religiosa spagnola, fondatrice della congregazione delle Suore Mercedarie Missionarie. Nel 2006 è stata proclamata beata. Intraprese diversi viaggi intercontinentali, nonostante un cancro allo stomaco, promuovendo il carisma missionario dell'ordine da lei fondato.

## Biografia
María Pilar López de Maturana Ortiz de Zarate nacque il 25 luglio 1884 a Bilbao. Ultima di cinque figli di Vicente López de Maturana e Juana Ortiz de Zárate, ebbe una sorella gemella, Leonor (1884-1931). Sua sorella gemella, successivamente, entrò nell'Ordine delle Suore Carmelitane della Carità.
Il 10 agosto 1903 María entrò nel noviziato presso i Mercedari del convento di Berriz e assunse il nome religioso di Margarita María. Insegnò e lavorò come preside, ma nel 1922 venne sospesa per un breve periodo quando le fu diagnosticata un'ulcera duodenale, malattia che avrebbe continuato ad affliggerla per il resto della sua vita. Nel settembre del 1924 il convento dove ella risiedeva, chiese alla Superiora generale dell'Ordine di costituire un gruppo di suore che preparasse e collaborasse con i missionari poiché suor Margarita María voleva partecipare alle missioni. Il 23 gennaio 1926 le fu concessa l'approvazione per un trasferimento missionario sperimentale. Il 5 novembre 1926 un primo gruppo di suore raggiunse Wuhu, in Cina, mentre un altro gruppo raggiunse Saipan, nelle Isole Marianne Settentrionali, il 4 marzo 1928. Un terzo gruppo partì per l'isola di Ponape, in Giappone, nel 1928. Quest'ultimo gruppo missionario fu guidato da Madre Margherita María, appena nominata Superiora un anno prima, il 16 aprile 1927.
Nel 1930 giunse da Roma l'approvazione definitiva per la trasformazione ufficiale del Monastero Mercedario di Berriz in Istituto Missionario. Il 30 luglio 1931 Madre Margherita María ne fu eletta prima Superiora Generale.
Oltre alla missione affidatale, fece altri due viaggi nel Pacifico meridionale, ma l'ulcera allo stomaco degenerò in un cancro allo stomaco e fu costretta ad abbandonare la missione.
Morì alle 00:15 del 23 luglio 1934. Una settimana prima di morire fu sottoposta ad un'operazione chirurgica.

## La causa di beatificazione
La causa di beatificazione venne introdotta nel 1943 nelle diocesi di Vitoria e Bilbao, durante il pontificato di Giovanni XXIII. La prima parte del processo informativo si concluse nel 1950 ed un secondo processo fu iniziato nella diocesi (oggi arcidiocesi) di Madrid. I teologi approvarono tutti gli scritti spirituali di Madre Margarita il 4 maggio 1954. Dopo l'apertura della causa, il 25 ottobre 1961 le fu attribuito il titolo di serva di Dio. Un processo apostolico si tenne poi a Bilbao dal 1965 al 1968, mentre un altro si tenne a Guadalajara dal 1967 al 1968; a Roma la Congregazione delle cause dei santi convalidò tutti questi processi il 9 febbraio 1973 ricevendo poi la positio nel 1981. Dopo che la commissione di teologi e la Congregazione delle cause dei santi espressero parere positivo circa i lavori presentati presso la medesima congregazione, papa Giovanni Paolo II ne attestò le virtù eroiche e le attribuì l'appellativo di venerabile il 16 marzo 1987. Dopo l'attestazione da parte della commissione medica, della commissione teologica e della Congregazione delle cause dei santi di un miracolo attribuito alla sua intercessione, papa Benedetto XVI approvò la sua beatificazione, la quale venne celebrata il 22 ottobre 2006 durante una solenne celebrazione presieduta dal cardinale José Saraiva Martins, in qualità di legato pontificio, nella cattedrale di Bilbao. L'attuale postulatore della causa è il Rev. Antonio Sáez de Albeniz. La sorella gemella di Madre Margarita María, Leonor, è stata dichiarata venerabile.